# Runecraft
Runecraft est un studio de développement de jeux vidéo britannique fondé en 1997 et disparu en 2003.

## Ludographie
- 1997 : Risk: The Game of Global Domination (PlayStation)
- 1998 : Caesars Palace II (PlayStation)
- 1999 : Caesars Palace II (Game Boy Color)
- 1999 : Scrabble (PlayStation)
- 1999 : Barbie : Aventure équestre (PlayStation)
- 1999 : Barbie Super Sports (PlayStation)
- 1999 : Y2K: The Game (Windows)
- 2000 : Spec Ops: Stealth Patrol (PlayStation)
- 2000 : Caesars Palace 2000 (Dreamcast, PlayStation, Windows)
- 2000 : Evo's Space Adventures (PlayStation)
- 2000 : Spec Ops II: Omega Squad (Dreamcast)
- 2000 : Detective Barbie: The Mystery Cruise (PlayStation)
- 2001 : Spec Ops: Ranger Elite (PlayStation)
- 2001 : Barbie aventurière (PlayStation)
- 2001 : Barbie Super Sports (Windows)
- 2001 : Spec Ops: Covert Assault (Windows)
- 2001 : Mat Hoffman's Pro BMX (Dreamcast)
- 2001 : Tintin : Objectif Aventure (PlayStation)
- 2001 : Men in Black: The Series - Crashdown (PlayStation)
- 2001 : Pyjama Sam : Héros du goûter (PlayStation)
- 2001 : Scrabble (Game Boy Color)
- 2002 : Scrabble (Game Boy Advance)
- 2002 : Jim Henson's The Hoobs (PlayStation)
- 2002 : Westlife: Fan-o-Mania (PlayStation, Windows)
- 2002 : Butt Ugly Martians: B.K.M. Battles (Game Boy Advance)
- 2002 : Monopoly Party! (GameCube, PlayStation 2, Xbox)
- 2002 : Shadow of Memories (Windows)
- 2002 : Super Bubble Pop (PlayStation, Xbox)
- 2003 : Super Bubble Pop (Game Boy Advance)
- 2003 : Butt-Ugly Martians: Zoom or Doom! (GameCube)
- Annulé : Baldur's Gate (PlayStation)
- Annulé : Star Trek: New Worlds (Dreamcast)